# Долинний (Саратовська область)
Долинний (рос. Долинный) — селище у Енгельському районі Саратовської області Російської Федерації.
Населення становить 100 осіб. Належить до муніципального утворення Новопушкінське муніципальне утворення.

## Історія
Населений пункт розташований у межах українського історичного та культурного регіону Жовтий Клин.
До 1941 року належав до АРСР Німців Поволжя. Орган місцевого самоврядування від 2004 року — Новопушкінське муніципальне утворення.

## Населення
| 2010 |
| ---- |
| 100  |